# George Busbee
George Busbee (* 7. August 1927 in Vienna, Georgia; † 16. Juli 2004 in Savannah, Georgia) war ein US-amerikanischer Politiker (Demokratische Partei) und von 1975 bis 1983 Gouverneur von Georgia.

## Jugend
Der junge Busbee besuchte das Georgia Military College und das Abraham Baldwin College, bevor er seinen Militärdienst bei der Marine antrat. Nach dem Ende seiner Militärzeit vervollständigte er seine Ausbildung mit einem Jurastudium an der University of Georgia, das er 1952 erfolgreich abschloss. Anschließend war er als Rechtsanwalt in Albany tätig. 1956 beschloss er in die Politik zu gehen und wurde in das Repräsentantenhaus von Georgia gewählt.

## Politischer Aufstieg
Ursprünglich wollte er nur für zwei Jahre politisch aktiv bleiben, änderte aber seine Meinung sehr schnell. Insgesamt war er 18 Jahre Abgeordneter im Repräsentantenhaus von Georgia und acht Jahre Gouverneur dieses Staates, ehe er sich 1983 aus der Politik zurückzog. Als Abgeordneter machte er schnell Karriere und wurde 1967 Fraktionschef der Demokraten. 1974 beschloss er, sich um das Amt des Gouverneurs zu bewerben. Es gelang ihm, sich innerparteilich gegen zwei Rivalen, darunter Ex-Gouverneur Lester Maddox, durchzusetzen und damit die Nominierung seiner Partei zu gewinnen. Schließlich gewann er auch die eigentliche Wahl gegen den Republikaner Ronnie Thompson und wurde zum Nachfolger von Jimmy Carter.

## Gouverneur von Georgia
Als Gouverneur setzte er auf eine harmonische und effiziente Zusammenarbeit aller gewählten Amtsträger in Georgia und löste damit ein Problem, mit dem seine beiden Vorgänger Schwierigkeiten hatten. Schwerpunkte seiner Arbeit als Gouverneur waren die Bildungspolitik, der wirtschaftliche Aufschwung, eine Gefängnisreform und eine Verfassungsänderung. Im Bereich der Bildungspolitik förderte er vor allem die Entwicklung und den Ausbau von Kindergärten. Er sorgte aber auch für Gehaltserhöhungen für Lehrer und Universitätsprofessoren. Wirtschaftlich wurde das Land zunächst in die Depression Mitte der 1970er Jahre hineingezogen, welche sich auch negativ auf den Haushalt des Staates auswirkte. Kurzfristig musste der Gouverneur auch das Budget für die Bildungspolitik kürzen, aber sobald sich die Wirtschaft erholt hatte, wurden die nötigen Mittel wieder bereitgestellt.
Ein anderer Schwerpunkt seiner Politik war die Ansiedlung von High-Tech-Industrien in Georgia. Zu diesem Zweck musste die Infrastruktur des Landes verbessert werden. Er ließ das Straßennetz ausbauen und die Kapazitäten der Häfen erweitern. Diese führte zum Erfolg. Zahlreiche Firmen, Banken, Film- bzw. Fernsehgesellschaften ließen sich in Georgia nieder oder gründeten Zweigstellen ihrer Unternehmen in diesem Bundesstaat. Die Zahl der in Georgia ansässigen internationalen Firmen stieg von 150 im Jahr 1975 auf 682 im Jahr 1982. George Busbee setzte sich auch für eine erneute Revision der Verfassung des Bundesstaates ein. Die neue Verfassung von 1976 erlaubte unter anderem eine einmalige direkte Wiederwahl eines Gouverneurs nach Ablauf der ersten Amtszeit. Gleichzeitig wurde bis 1982 weiter an der neuen Verfassung des Landes gearbeitet, die schließlich 1983, komplett neu überarbeitet und den Bedürfnissen der Zeit angepasst, in Kraft trat. Aufgrund der Verfassungsänderung konnte Busbee 1978 für eine zweite Amtszeit gewählt werden, was ihm aufgrund seiner Popularität nicht schwerfiel. Er war damit der erste Gouverneur Georgias, der zwei jeweils vierjährige Amtszeiten hintereinander absolvierte.

## Lebensabend und Tod
Nach Ablauf seiner zweiten Amtszeit schied Busbee 1983 aus dem Amt aus und zog sich nach Duluth zurück, wo er wieder als Rechtsanwalt tätig wurde. Darüber hinaus war er aktives Mitglied der Handelskammer von Atlanta. Busbee starb im Juli 2004 überraschend an einem Herzanfall.
George Busbee war mit Mary Elizabeth Talbot verheiratet, mit der er zwei Söhne und zwei Töchter hatte.